# Thalamophyllia gombergi
Espèce
Statut CITES
Thalamophyllia gombergi est une espèce de coraux appartenant à la famille des Caryophylliidae.